# Chavibétol
Le chavibétol, allylgaïacol, bételphénol ou encore m-eugénol est un composé organique aromatique de la famille des phénylpropènes, une sous-classe des phénylpropanoïdes. C'est un isomère de position de l'eugénol, les groupes méthoxy et phénol étant inversés.

## Propriétés
Le chavibétol est un liquide huileux fortement réfringent à l'arôme fumé. En solution alcoolique, en présence de chlorure de fer(III) , il se colore d'un bleu-violet intense.
Chauffé en présence de base, comme la potasse, il se change en isoeugénol qui peut ensuite être oxydé par le permanganate de potassium en vanilline.

## Occurrence naturelle
On le trouve notamment dans l'huile essentielle des feuilles de bétel (Piper betle). On l'extrait de la même façon que l'eugénol dans l'huile essentielle de clou de girofle; on commence par agiter l'huile de bétel avec de la soude, puis on acidifie avec de l'acide sulfurique et ensuite on distille sous vide le chavibétol.